# Sistema de Escuelas Públicas del Condado de Mobile

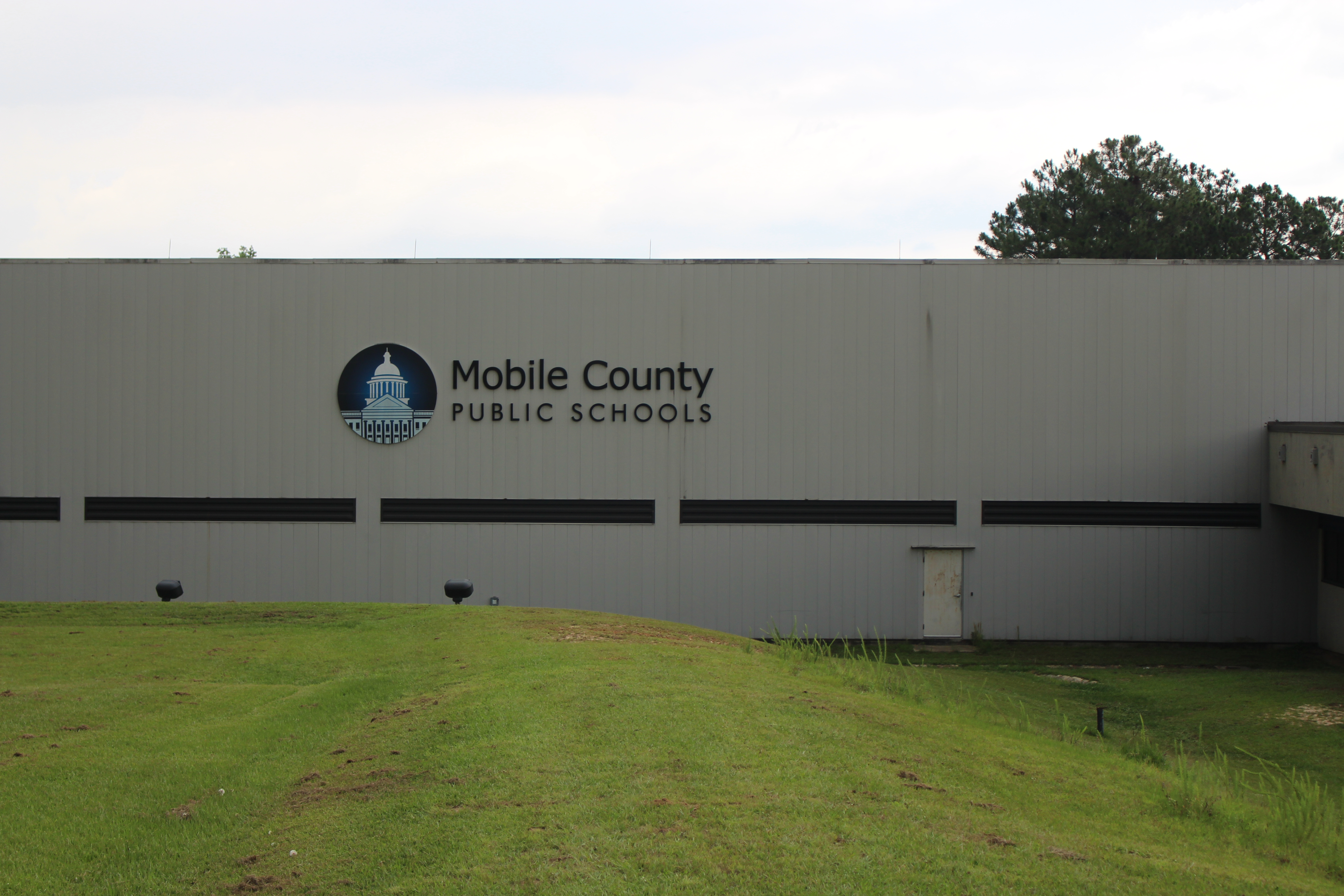
Escuelas públicas del condado de Mobile, Alabama

La Sistema de Escuelas Públicas del Condado de Mobile (Mobile County Public School System, MCPSS) es un distrito escolar en el Condado de Mobile, Alabama. El distrito gestiona escuelas en el condado y tiene su sede en el Mobile County Public Schools Central Office Campus en una área no incorporada, cerca de Mobile. El distrito tiene 63.000 estudiantes, 8.500 empleados, y más de 100 escuelas.

## Escuelas

### Escuelas preparatorias
- Baker High School
- Blount High School
- Alma Bryant High School
- Citronelle High School
- Davidson High School
- John L. LeFlore Magnet High School
- M. G. Montgomery High School
- Murphy High School
- B.C. Rain High School
- Satsuma High School
- Shaw High School
- Theodore High School
- Vigor High School
- Williamson High School